# Estação L'Haÿ-les-Roses
L'Haÿ-les-Roses é uma estação da linha 14 do Metrô de Paris.
Está localizada no território da comuna de L'Haÿ-les-Roses no cruzamento da rue de Bicêtre, da rue de Lallier e da rue Paul Hochart.

## Construção
A estação é acompanhada por uma praça que dá acesso à rue de Bicêtre. Sua inserção numa zona habitacional densa em curso de requalificação permite a criação de uma nova centralidade, e acompanha o programa de renovação urbana (PRU) proposto nos bairros de Les Sorbiers, de La Saussaie em Chevilly-Larue, de Lallier-Bicêtre e de Jardin Parisien em L'Haÿ-les-Roses, e de Sainte-Colombe em Villejuif. Ela se situa também próximo de diversas zonas de atividade e emprego no território das três comunas em causa, bem como da parte sul da operação "Campus Grand Parc".
Em março de 2018, a sua construção foi confiada à Razel-Bec (gestora), subsidiária do Grupo Fayat, em consórcio com a Eiffage Génie Civil, Sefi-Intrafor, Eiffage Fondations e I.CO.P.
O projeto da estação está a cargo da agência Franklin Azzi Architecture.
Studio Nonotak (Noémi Schipfer e Takami Nakamoto) projetou uma obra artística para a estação em coordenação com o arquiteto Franklin Azzi.

## História
A estação foi inicialmente nomeada pelo seu nome de projeto Chevilly – Trois Communes. O nome oficial da estação será definido por meio de consulta pública que aconteceu de 20 de junho a 4 de julho de 2022 entre três propostas: L'Haÿ-les-Roses, Lallier-Bicêtre e Paul Hochart. Finalmente, conforme anunciado em 27 de julho de 2022, os votantes escolheram o nome L'Haÿ-les-Roses.